# Дорогощь
Дорогощь — село Грайворонского района Белгородской области, центр Дорогощанского сельского поселения.

## География
Село находится в западной части Белгородской области, на реке Ворсклице, в 10 км по прямой к северо-западу от районного центра, города Грайворона. На севере Дорогощь граничит с землями сел Смородино и Почаево, на юге – река Лисёнок и земли села Мощеное, на западе – земли села Дунайка, на востоке села Косилово.

## История

### Происхождение названия
Имя Дорогощь – древнерусское, давно вышедшее из употребления. Село получило имя по названию ручья, на берегу которого частично расположилось. Название ручья, в свою очередь, происходит от славянского имени Дорогость. У села есть и второе название – Камышиха, связанное, по-видимому, с характером растительности по берегам мелких водоемов.

### Исторический очерк
Доподлинно известна дата основания села – 1641 год.
В архивном документе 1643 года Дорогощь упомянута в связи с раздачей воеводой города-крепости Хотмыжск Федором Толстым пахотных земель полковым казакам.

Документ 1780 года о Дорогощи:
«дворов 88, 292 муж. и 303 жен., усадебной (земли) 98 десятин, пашни 2120, сенокосной 154, лесу 1021, неудобной 124... Речки Ворсклицы по обе стороны, Санковки и ручья Дорогощи, протекающего в речку Санковку... при большой столбовой дороге, лежащей из города Сумы в город Золочев. Церковь деревянная св. Дмитрия Солунского. Два дома господские, деревянные с плодовыми садами. На речках Ворсклице и Дорогощи по одной мельнице, каждая о двух поставах. Земля сероглинистая».
Школу в Дорогощи открыли в 1870 году, в 1883—1884 учебном году в ее единственной классной комнате у одного учителя занималось в трех группах 47 мальчиков и пять девочек.

Из справочника «Россия...» (1902 год):
«Село Дорогощь (Камышиха) в 12 верстах к с.-з. от города (Грайворона), имеет 1800 жителей, волостное правление, школу, лавки, 16 ветряных мельниц и 2 водяных». 
В Дорогощанскую волость Грайворонского уезда входило 7 сел, слобода, 10 деревень и 2 хутора.
В начале 1930-х годов Дорогощанский сельсовет в Грайворонском районе состоял из села Дорогощи и совхоза «Дорогощанский».
В годы Великой Отечественной войны село Дорогощь перенесло 22-месячную оккупацию и было освобождено 7 августа 1943 года.
В 1950-е годы в Дорогощанском сельсовете Грайворонского района — села Дорогощь и Санково; после декабря 1962 года сельсовет, как и весь Грайворонский район, передан в состав Борисовского района.
С октября 1989 года село Дорогощь — центр Дорогощанского сельсовета в Грайворонском районе.
В 1997 году село Дорогощь — центр Дорогощанского сельского округа (2 села) в Грайворонском районе.

## Население
Документ 1692 года сообщает, что в селе уже 43 двора.
В документах X ревизии (1857—1859 годы) переписано «564 души мужского пола» в Дорогощи, упомянуты и местные помещики Курмаковы и Бочкарева.
По данным переписи 1884 года в волостном селе Дорогощь — 221 двор (220 изб), 1401 житель (704 мужчины, 697 женщин), грамотных 31 мужчина и 22 мальчика-учащихся.
В 1932 году в Дорогощи 3034 жителя.
На 17 января 1979 года в Дорогощи — 944 жителя, на 12 января 1989 года — 793 (354 мужчины, 439 женщин).
В 1997 году село Дорогощь насчитывало 341 домовладение, 831 жителя.
| 2002 | 2010 |
| ---- | ---- |
| 761  | ↘698 |

## Инфраструктура
28 октября 1967 года в Дорогощи был открыт новый двухэтажный сельский Дом культуры со зрительным залом на 300 мест, вестибюлем, комнатой для художественной работы, киноаппаратной, кабинетами специалистов, кассой и просторной библиотекой.
В 1975 году в центре села построено двухэтажное здание правления колхоза «Имени Ильича», в котором в настоящее время располагаются администрация Дорогощанского сельского поселения и управляющая кампания ООО «Грайворон-Агроинвест».
В селе Дорогощь также имеются детский сад «Зайчик», фельдшерско-акушерский пункт, филиал Дома милосердия, отделение Сбербанка, отделение «Почта России», 4 магазина, парикмахерская, две сельских туристических усадьбы – «Лебедушка» и овцеводческая усадьба, сельский парк «Имени Голле».
В начале 1990-х годов Дорогощь была центром колхоза имени Ильича (в 1992 году 362 колхозника), занятого растениеводством и животноводством. В конце 1996 года Дорогощь — центр АО им. Ильича, в селе — дом культуры, средняя школа, детский сад, больница, обслуживающая жителей шести сел: Дорогощи, Дроновки, Косилово, Почаево, Санково и Смородино.

## Интересные факты
- В 1692 году в строительной книге Хотмыжска значатся 43 двора и дан полный список жителей села. Среди них значились: Бруевы, Михалевы, Бахаевы, Лунёвы, Ноздрины, Митрофановы, Дежкины. Большинство фамилий по списку того года дошли до наших дней, а это значит, что среди нынешних Дорогощан немало прямых потомков первопоселенцев[3].

## Достопримечательности
- По архивным данным в Дорогощи уже в 1656 году существовала деревянная церковь Дмитрия Солунского. В 1835 году она была перестроена заново и находилась на территории современного ветеринарного участка. Ныне существующая каменная церковь является третьей по счету. Она построена под руководством и на средства помещика Ивана Дмитриевича Сурина  в 1903-1910 годах[3].